# Epidemia de dengue de 2019-2020 en Paraguay
La epidemia de dengue en Paraguay inició a finales de 2019, en octubre aproximadamente, cuando la Dirección de Vigilancia de Salud emitió la alerta epidemiológica.
En total en dicho año (2019) se registraron 9 muertos y 11 811 casos confirmados, un año relativamente leve. Sin embargo hacia finales del año 2019 y principios del año 2020, el brote se expande a gran parte del país, por lo que en febrero el Gobierno promulga la Ley de Emergencia Sanitaria para afrontar el avance de la epidemia, una de las peores de los últimos años en el país -solo detrás de la epidemia de dengue del año 2013-.
Poco después el mundo enfrenta una pandemia global de coronavirus, en el que Paraguay había reportado sus primeros casos hacia principios de marzo. Esto último provoca que muchas personas no puedan tener una asistencia médica adecuada debido a las medidas de prevención y restricción tomadas por el Gobierno con el fin de evitar la expansión del COVID-19.
La epidemia del dengue fue dada por terminada por el ministro de Salud Julio Mazzoleni el 27 de marzo de 2020, debido al descenso de notificaciones por dengue. Hasta entonces, los casos confirmados por laboratorio superaban los 27 000. Además se atribuyeron 53 muertes por dengue, y hubo 177 104 casos notificados, pendientes aún de confirmación laboratorial.
El serotipo predominante en el país es el DEN-4, que sería el menos mortal, aunque se han detectado la circulación de los serotipos DEN-1 y DEN-2. Durante el año 2020 se siguieron reportando casos, aunque en menor medida que a principios del año (enero y febrero de 2020), debido al carácter endémico de la enfermedad (desde el año 2009). Para fines de julio el total de fallecidos se mantenía en 73 personas, ese mes también representó el primero sin circulación activa.

## Cronología

### Octubre de 2019
El 17 de octubre la Dirección de Vigilancia de Salud emitió la alerta epidemiológica por dengue.

### Diciembre de 2019
SENEPA intensifica sus fumigaciones en Asunción y Central, epicentro de la epidemia, donde ya se notificaban más de 300 casos de dengue por semana hasta entonces. En 2020 esto se realizaría ya en el interior del país, especialmente en zonas de brote.

### Enero de 2020
El 13 de enero el gobierno declaró su interés de contratar a 500 trabajadores de la sanidad por el incipiente descontrol de la crisis generada por el dengue.
El 14 de enero el Senado de Paraguay pidió al gobierno declarar la alerta sanitaria a nivel nacional por la epidemia de dengue.
El 22 de enero se registró que al incipiente inicio del brote, el presidente de Paraguay Mario Abdo Benítez había sido contagiado en medio de una crisis política generada por la fuga de reos de la Penitenciaría de Pedro Juan Caballero.

### Febrero de 2020
El 8 de febrero, la Primera dama de Paraguay Silvana López Moreira también resultó contagiada.
El 18 de febrero, el Gobierno promulgó la Ley de Emergencia Sanitaria por el avance de la epidemia del dengue, que ya había afectado no solamente a Asunción y Central sino ya al interior del país.
El 23 de febrero se registró que 1800 estaban contagiadas.

### Marzo de 2020
Para el 6 de marzo se registró 46 muertos. Al día siguiente se registró la llegada de la pandemia de enfermedad por coronavirus a Paraguay, con su primer caso oficial.
El 11 de marzo, al tener a ambas enfermedades en su territorio (dengue y coronavirus), el gobierno decidió tomar «medidas drásticas que no tienen ningún protocolo, por ser la primera vez que se van a tomar».
El 13 de marzo se registró 47 muertos en total. Según el gobierno, esta fecha fue el inicio del descenso de casos.
El 20 de marzo se registró 51 muertos, convirtiéndose en la segunda mayor epidemia que sufre el país desde 2013.
El 27 de marzo, el Ministerio de Salud de Paraguay dio por terminada la epidemia de dengue en el país con 53 fallecidos hasta entonces. Sin embargo, alertó de que se pueden registrar más casos durante el año ante el carácter endémico de la enfermedad en el país (endémico desde el año 2009).

## Epidemiología

### Casos confirmados por departamento
*Ordenado por orden de departamento (código ISO). 
*Datos desde la SE 1/2020 a la SE 23/2020 (29/12/2019 - 06/06/2020). Fuente: Dirección General de Vigilancia de la Salud.
| Departamentos               | Casos confirmados | Muertes |
| --------------------------- | ----------------- | ------- |
| Asunción (distrito capital) | 31 648            | 13      |
| Concepción                  | 890               | 5       |
| San Pedro                   | 1 497             | 5       |
| Cordillera                  | 886               | 2       |
| Guairá                      | 44                | 2       |
| Caaguazú                    | 140               | 2       |
| Caazapá                     | 634               | 0       |
| Itapúa                      | 907               | 0       |
| Misiones                    | 3                 | 0       |
| Paraguarí                   | 437               | 4       |
| Alto Paraná                 | 36                | 1       |
| Central                     | 12 630            | 35      |
| Ñeembucú                    | 244               | 0       |
| Amambay                     | 133               | 1       |
| Canindeyú                   | 215               | 0       |
| Presidente Hayes            | 429               | 2       |
| Boquerón                    | 1 276             | 0       |
| Alto Paraguay               | 96                | 1       |
| Paraguay                    | 52 145            | 73      |

### Notificaciones semanales (sospechosos)
Hasta la SE 19/2020, las notificaciones de casos (sospechosos) por dengue superaban los 217 000. De los cuales, al menos un 20% aprox. fueron confirmadas.

- Ref. Semanas: *1-4: enero;5-9: febrero;10-13: marzo;14-17: abril; 18-: mayo.